# 로메크 스트샤우코프스키
로만 "로메크" 스트샤우코프스키(Roman "Romek" Strzałkowski, 1943년 3월 20일 ~ 1956년 6월 28일)는 1956년 포즈난에서 일어난 반공산주의 시위 도중 사망한 13살 학생이었다. 이것으로 그는 폴란드에서 가장 잘 알려진 공산주의에 대한 저항의 상징 중 하나가 되었다. 1981년에, 포즈난의 거리 이름의 하나가 스트샤우코프스키의 이름을 따서 지어졌다.

## 같이 보기
- 1956년 포즈난 시위